# Les Piards
Les Piards is een plaats en voormalige gemeente in het Franse departement Jura in de regio Bourgogne-Franche-Comté en telt 176 inwoners (1999). De plaats maakt deel uit van het arrondissement Saint-Claude.

## Geschiedenis
Les Piards is op 1 januari 2019 opgeheven en toegevoegd aan de gemeente Nanchez. 

## Geografie
De oppervlakte van Les Piards bedraagt 5,3 km², de bevolkingsdichtheid is 33,2 inwoners per km².
De onderstaande kaart toont de ligging van Les Piards met de belangrijkste infrastructuur en aangrenzende gemeenten.

## Demografie
Onderstaande figuur toont het verloop van het inwonertal.
Chaux-des-Prés · Les Piards · Prénovel · Villard-sur-Bienne